# Курица по-черкесски
Курица по-черкесски или цыпленок по-черкесски (адыгейский: Jed de ship sch’etu, тур. Çerkes tavuğu) — блюдо из измельченной варёной курицы, подаваемое под или в соусе, приготовленном из дробленых грецких орехов и бульона, загущенного чёрствым хлебом. В Черкесии оригинальное блюдо — Гед либжа — готовят, обжаривая курицу с луком, затем тушат в сметанном соусе, загущенном обжаренной мукой. Можно добавлять красный перец и орехи, но они не обязательны.
Курица по-черкесски — классическое черкесское блюдо, принятое в имперской османской кухне. Хотя его обычно подавали в качестве основного блюда, оно стало популярным как закуска или мезе.
Очень популярно в турецкой кухне. Будучи блюдом имперской эпохи, курица по-черкесски получила распространение в других кухнях Восточного Средиземноморья.